# Zaglyptomorpha albopicta
Zaglyptomorpha albopicta là một loài tò vò trong họ Ichneumonidae.